# Олга Спиридоновић
Олга Спиридоновић (Сплит, 11. јун 1923 — Београд, 15. мај 1994) била је српска филмска, телевизијска и позоришна глумица.

## Биографија
Олга је прву улогу добила још као беба од три месеца глумећи бебу у колицима и Ибзеновој „Нори“. Родитељи, путујући глумци, су после Сплита путовали преко Скопља, Цетиња, Крагујевца до Београда. Имала је само пет година када су је у стану Жанке Стокић ставили на сто да рецитује. Учествовала је у радио драмама као члан Уметничког позоришта. Била је чланица Југословенског драмског позоришта од 1951. до пензије.
Играла је Офелију, Јулију, Салому, Глорију, све главне женске улоге. Добила је Златну арену 1959. године за најбољу главну женску улогу у филму „Мис Стон“.

## Филмографија
|                   | 1950 ▼ | 1960 ▼ | 1970 ▼ | 1980 ▼ | 1990 ▼ | Укупно |
| ----------------- | ------ | ------ | ------ | ------ | ------ | ------ |
| Дугометражни филм | 2      | 4      | 3      | 1      | 0      | 10     |
| ТВ филм           | 4      | 12     | 16     | 11     | 2      | 45     |
| ТВ серија         | 0      | 1      | 2      | 4      | 0      | 7      |
| ТВ мини серија    | 0      | 1      | 0      | 0      | 0      | 1      |
| ТВ кратки филм    | 0      | 0      | 0      | 2      | 0      | 2      |
| Укупно            | 6      | 18     | 21     | 18     | 2      | 65     |

| Год.       | Назив                            | Улога                                |
| ---------- | -------------------------------- | ------------------------------------ |
| 1950.-те ▲ |                                  |                                      |
| 1957.      | Потражи Ванду Кос                | Олга Бојанић                         |
| 1957.      | На крају пута                    | Неда Горски                          |
| 1958.      | Мис Стон                         | Елен Стон                            |
| 1959.      | Пукотина раја                    |                                      |
| 1959.      | Кризантема                       |                                      |
| 1959.      | Дундо Мароје                     | Лаура                                |
| 1960.-те ▲ |                                  |                                      |
| 1960.      | Сплетка и љубав                  |                                      |
| 1960.      | Дан четрнаести                   |                                      |
| 1961.      | Јерма                            |                                      |
| 1963.      | Ромео и Ђулијета (ТВ филм)       |                                      |
| 1963.      | Шест свечаних позивница          |                                      |
| 1964.      | Бубурос                          | Адела                                |
| 1965.      | Мртвима улаз забрањен            |                                      |
| 1965.      | Клаксон                          | Олга удовица                         |
| 1965.      | Француске краљице                |                                      |
| 1965.      | Девојка са три оца               | Наталија                             |
| 1965.      | Чувај ми Амелију                 |                                      |
| 1965.      | Алергија                         |                                      |
| 1967.      | Кафаница на углу                 |                                      |
| 1967.      | Куда после кише                  |                                      |
| 1967.      | Седам Хамлета                    |                                      |
| 1968.      | Тако је ако вам се тако чини     | Амалија                              |
| 1968.      | Силе (ТВ)                        |                                      |
| 1969.      | Пут господина Перисона           |                                      |
| 1970.-те ▲ |                                  |                                      |
| 1970.      | Удовиштво госпође Холројд        |                                      |
| 1971.      | Фабијен                          |                                      |
| 1972.      | Муса из циркуса                  |                                      |
| 1972.      | Лица                             |                                      |
| 1972.      | Драги Антоан                     |                                      |
| 1972.      | Женски разговори                 |                                      |
| 1973.      | Сан доктора Мишића               | Марија, служавка                     |
| 1973.      | Шта се може кад се двоје сложе   |                                      |
| 1974.      | Провод                           | Албертова мајка                      |
| 1974.      | Мистер Долар                     | Госпођа саветниковица без репутације |
| 1974.      | Мери Роуз                        |                                      |
| 1974.      | Јастук                           |                                      |
| 1975.      | Црни петак                       | Марија Молеровић                     |
| 1976.      | Влајкова тајна                   |                                      |
| 1976.      | У бањи једног дана               |                                      |
| 1976.      | Коштана                          | Коштанина мајка                      |
| 1977.      | Опекотине                        |                                      |
| 1977.      | Мирис пољског цвећа              | Деса                                 |
| 1979.      | Ланци                            | Госпођа Ђурђевић                     |
| 1979.      | Освајање слободе                 | Миланова мајка                       |
| 1980.-те ▲ |                                  |                                      |
| 1980.      | Немам више времена               |                                      |
| 1981.      | Свињски отац                     | Управница КПЗ                        |
| 1981.      | На рубу памети (ТВ)              |                                      |
| 1981.      | Фреде, лаку ноћ                  |                                      |
| 1982.      | Сабињанке                        | Леди Џесмин                          |
| 1982.      | Лукицијада                       |                                      |
| 1982.      | Приче преко пуне линије          |                                      |
| 1983.      | Сумрак                           |                                      |
| 1983.      | Развојни пут Боре Шнајдера (ТВ)  | Лина Перекитка                       |
| 1984.      | Зид (ТВ)                         |                                      |
| 1984.      | Чај у пет                        | Нора Јермоленко                      |
| 1984.      | Пази шта радиш (Матуранти)       | Николина мајка                       |
| 1984.      | Један цијели људски вијек        |                                      |
| 1986.      | Смешне и друге приче (ТВ серија) | Агнеза                               |
| 1986.      | Несташко                         |                                      |
| 1986.      | Мајмун у трамвају                |                                      |
| 1986.      | Кружна путовања                  | Госпођа са огласа                    |
| 1990.-те ▲ |                                  |                                      |
| 1991.      | Вера Хофманова                   | Хеди, сликарски модел                |
| 1993.      | Коцкар                           | Грофица                              |